# Хагски конвенции
Хагските конвенции са многостранни международни договори, които утвърждават обичаите и установяват правилата или законите за водене на война, правата и задълженията на неутралните държави, реда за мирното разрешаване на международни спорове и др.
Приети са на мирни конференции в Хага през 1899 и 1907 г.